# 화이트 하우스 다운
《화이트 하우스 다운》(영어: White House Down)은 2013년작 미국의 액션 스릴러 영화이다. 롤란트 에머리히 감독의 연출작으로, 백악관 테러 사건을 소재로 하고 있다. 채닝 테이텀이 경호원 존 케일 역을, 제이미 폭스가 제임스 소이어 대통령 역을 맡았다.

## 줄거리
더 이상 안전한 곳은 없다!
대통령(제이미 폭스) 경호원에 지원했지만 탈락한 ‘존 케일(채닝 테이텀)’은 실망한 딸을 위해 함께 백악관 투어에 나선다. 하지만 바로 그 날, 예기치 못한 갑작스런 공격이 시작되고 한 순간에 대혼란에 휩싸인다. 계속되는 무차별적인 공격에 미국을 넘어 전 인류가 위험에 빠지고, 케일은 딸과 대통령을 동시에 구해야 하는 최악의 상황에 처하는데…
그날을 목격하라!

## 출연
- 채닝 테이텀 - 존 케일
- 제이미 폭스 - 제임스 소이어 대통령
- 매기 질런홀 - 캐럴 피너티
- 제이슨 클라크 - 에밀 스텐즈
- 리처드 젱킨스 - 일라이 레이펄슨
- 조이 킹 - 에밀리 케일
- 제임스 우즈 - 마틴 제임스 워커
- 니컬러스 라이트 - 도니 도널드슨
- 지미 심슨 - 스킵 타일러
- 마이클 머피 - 앨빈 해먼드
- 라셸 르페브르 - 멜러니
- 랜스 레딕 - 콜필드 장군
- 맷 크레이븐 - 켈러먼
- 제이크 웨버 - 테드 호프
- 피터 제이컵슨 - 월리스
- 바버라 윌리엄스 - 뮤리얼 워커
- 케빈 랭킨 - 칼 킬릭
- 가르셀 보베 - 앨리슨 소여
- 팔크 헨첼 - 모츠

## 기타
- 프로듀서: 롤란트 에머리히
- 프로듀서: 브래드 피셔
- 프로듀서: 리타 캘로그리디스
- 프로듀서: 해럴드 클로저
- 프로듀서: 제임스 밴더빌트
- 프로듀서: 보커 엔젤
- 프로듀서: 래리 J. 프랭코
- 공동프로듀서: 마크 웨이거트
- 연출부: 마틴 도에프너
- 연출부: 실버 버틀러
- 연출부: 조나단 장-피에르
- 연출부: 베산 모왓
- 연출부: 베산 모왓
- 연출부: 조셉 P. 라이디
- 연출부: 존 실버스트리
- 음향편집: 제이미 스코트
- 음향효과: 리 길모어
- 음향효과: 제이미 하르트
- 붐오퍼레이터: 세드릭 샤론
- 믹싱: 에반 길만
- 믹싱: 하워드 런던
- 믹싱: 보르가드 네일론
- 믹싱: 랜디 싱거
- 음악편집: 페르낭 보스
- 미술: 커크 M. 페트루셀리
- 세트: 폴 호테
- 세트: 마리-소레일 드놈미
- 세트팀: 스테보 베드포드
- 세트팀: 피터 보드나루스
- 세트팀: 아릭 쳉
- 세트팀: 포레스트 P. 피셔
- 세트팀: 더 가딩 브라더스
- 세트팀: 타미 S. 리
- 세트팀: 줄리엔 푸그니에
- 세트팀: 조셀린 St-피에르
- 세트팀: 루시에 트랑블레
- 세트팀: 야니크 베일루
- 세트팀: 마야 시모구치
- 세트팀: 피터 오초타
- 세트팀: 도메닉 실버스트리
- 세트팀: 마이크 스타시
- 세트팀: 피터 스트랫포드
- 분장: 멜리사 파파드
- 분장: 파니 바숀
- 분장팀: 찰스 카터
- 분장팀: 베아테 아이슬
- 분장팀: 소니아 엔가디
- 분장팀: 마리앤 보벳
- 분장팀: 아닉 차티어
- 분장팀: 토마스 넬렌
- 분장팀: 세실 리가르트
- 분장팀: 나탈리 트리파니어
- 헤어: 나탈리 가론
- 헤어: 라인 라피아나
- 헤어: 펠릭스 라리비에르
- 헤어: 로날드 J. 롤페
- 의상: 줄리 아미요
- 음악부문: 알란 마이어슨
- 음악부문: 제임스 세이모어 브렛
- 음악부문: 요르그 허트너
- 음악부문: 피터 로테르
- 음악부문: 바트 사몰리스
- 음악부문: 토머스 쇼벨
- 음악부문: 마커스 트럼프
- 편집부문: 페이르 카듀
- 편집부문: 장-바티스트 콩베트
- 편집부문: 피터 굴드
- 편집부문: 빌 홀리
- 편집부문: 캐롤라인 키이스
- 편집부문: 말린 풀랭
- 편집부문: 존 St. 로랑
- 편집부문: 그리시 태클
- 편집부문:
- 편집부문: 나오미 선라이즈 필로라모
- 편집부문: 숀 밸라
- 편집부문: 카스턴 커파넥
- 의상부문: 제니퍼 앤더슨
- 의상부문: 블랑쉬-대니엘 보일로
- 의상부문: 캐서린 젤리나스
- 의상부문: 카티나 코르도누리스
- 의상부문: 그레고리 넬슨
- 의상부문: 엔리코 스퀘리
- 의상부문: 수잔느 니에더갈
- 캐스팅지원: 헤나 쿠퍼
- 캐스팅지원: 탄야 지앙
- 음향부문: 울리카 아칸더
- 음향부문: 프레드릭 퀘바스
- 음향부문: 피터 존스턴
- 음향부문: 루이즈 매리언
- 음향부문: 존 제이 마틴
- 음향부문: 찰스 메이네스
- 음향부문: 레이건 멘도사
- 음향부문: 사라 모나트
- 음향부문: 제임스 시미크
- 음향부문: 신시아 티보
- 음향부문: 로베르트 트로이
- 음향부문: 랩 화이트헤드
- 음향부문: 빌리 테리엇
- 섭외: 존 팝시데라